# 今戸人形

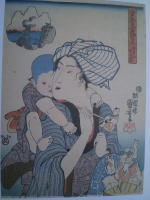
錦絵「江戸じまん 今戸のやきもの」歌川国芳画（弘化年間） 画像提供 吉徳資料室

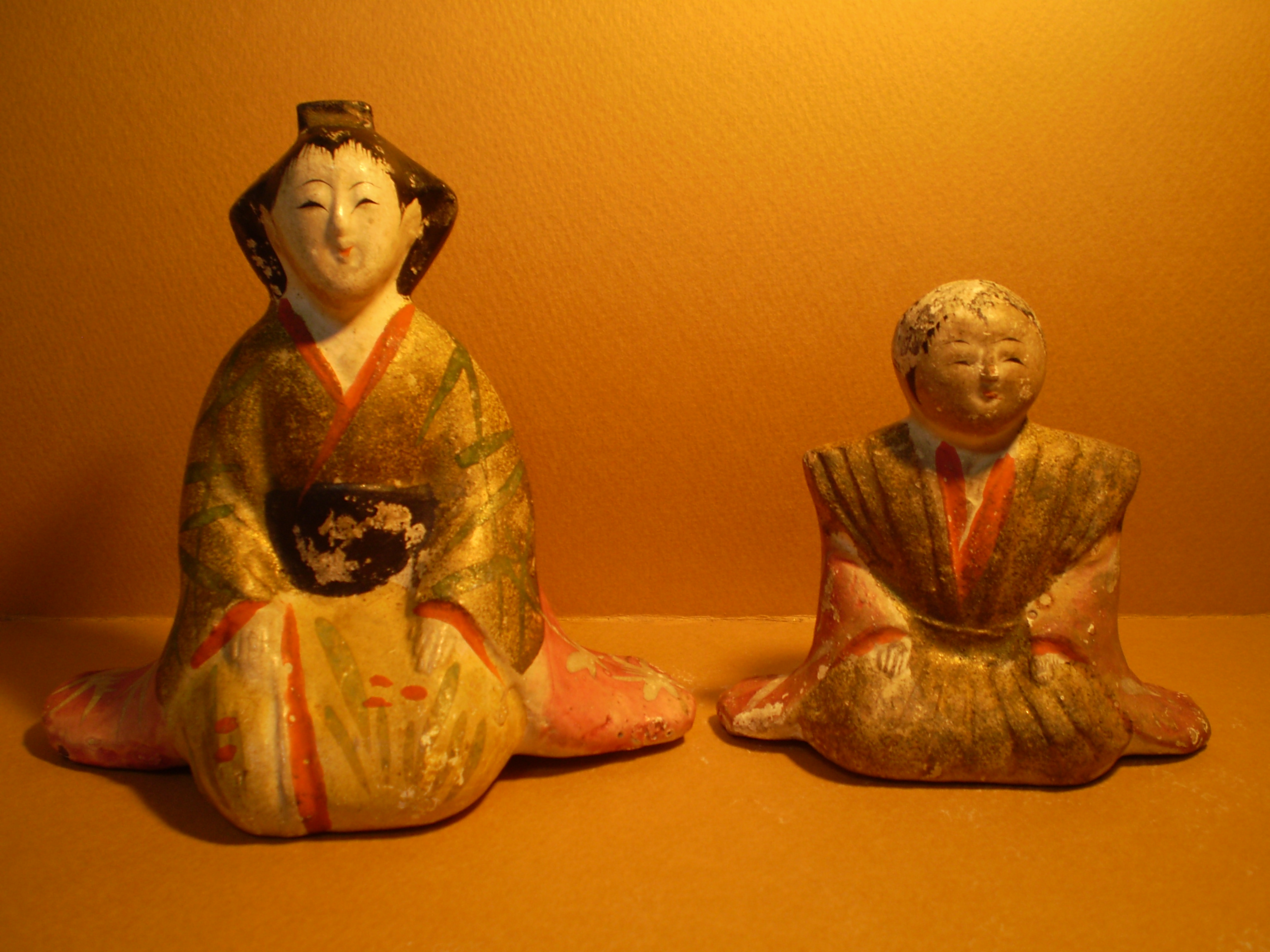
今戸人形「裃雛」植物煮出しによる彩色（江戸時代後期）

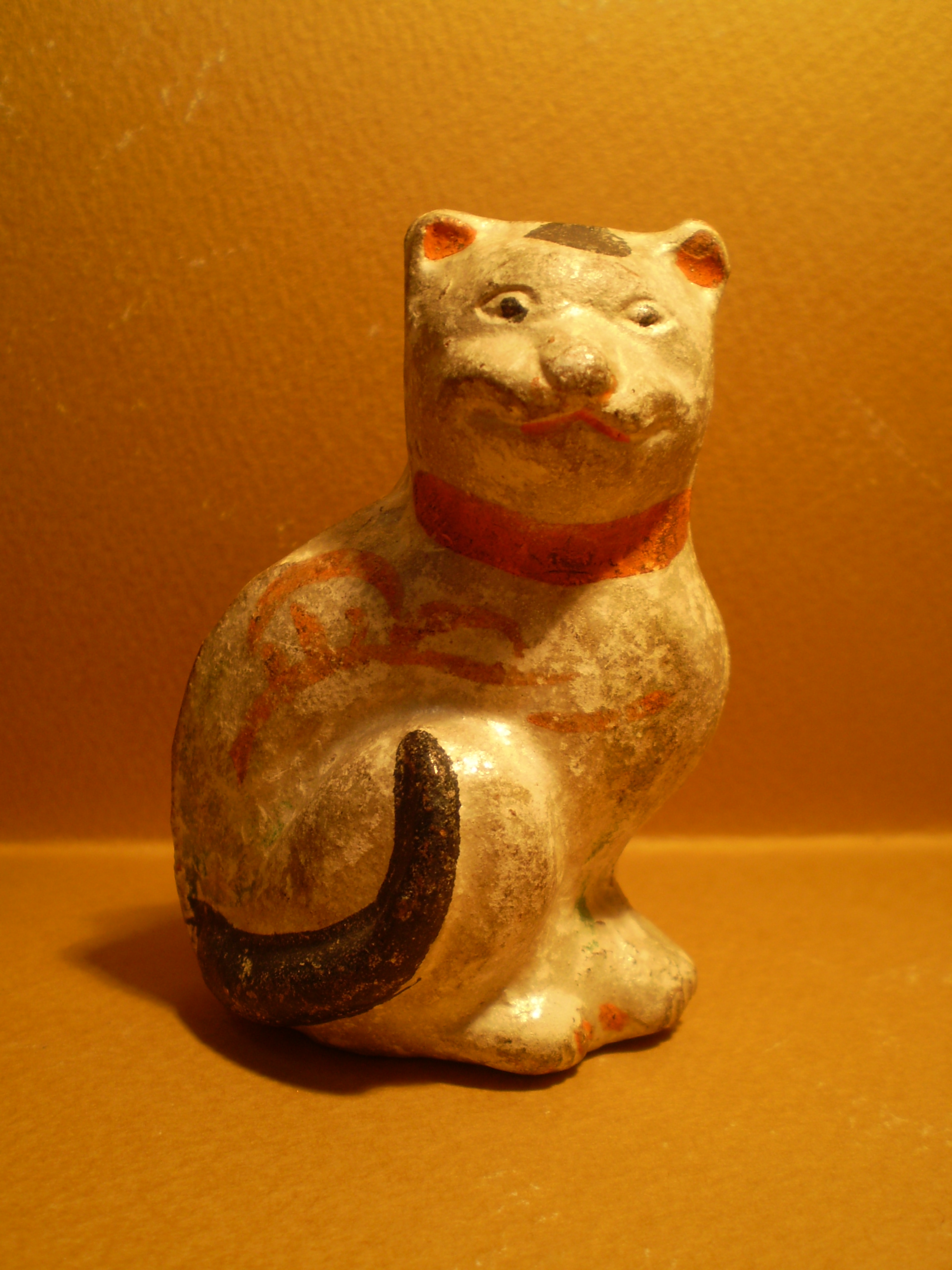
今戸人形「座り猫」（江戸時代後期）

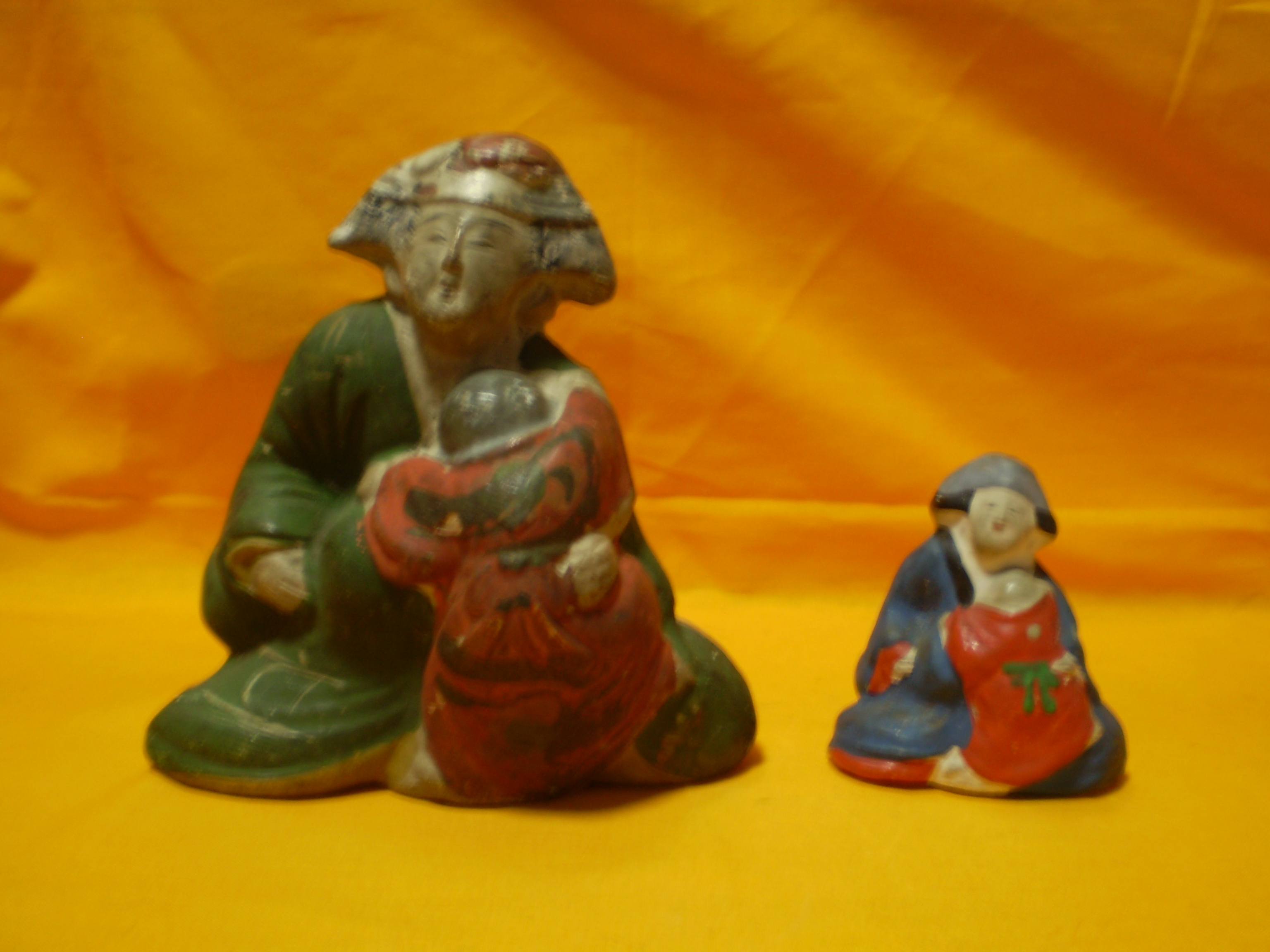
「子抱き」伏見人形（左）と今戸人形（右）

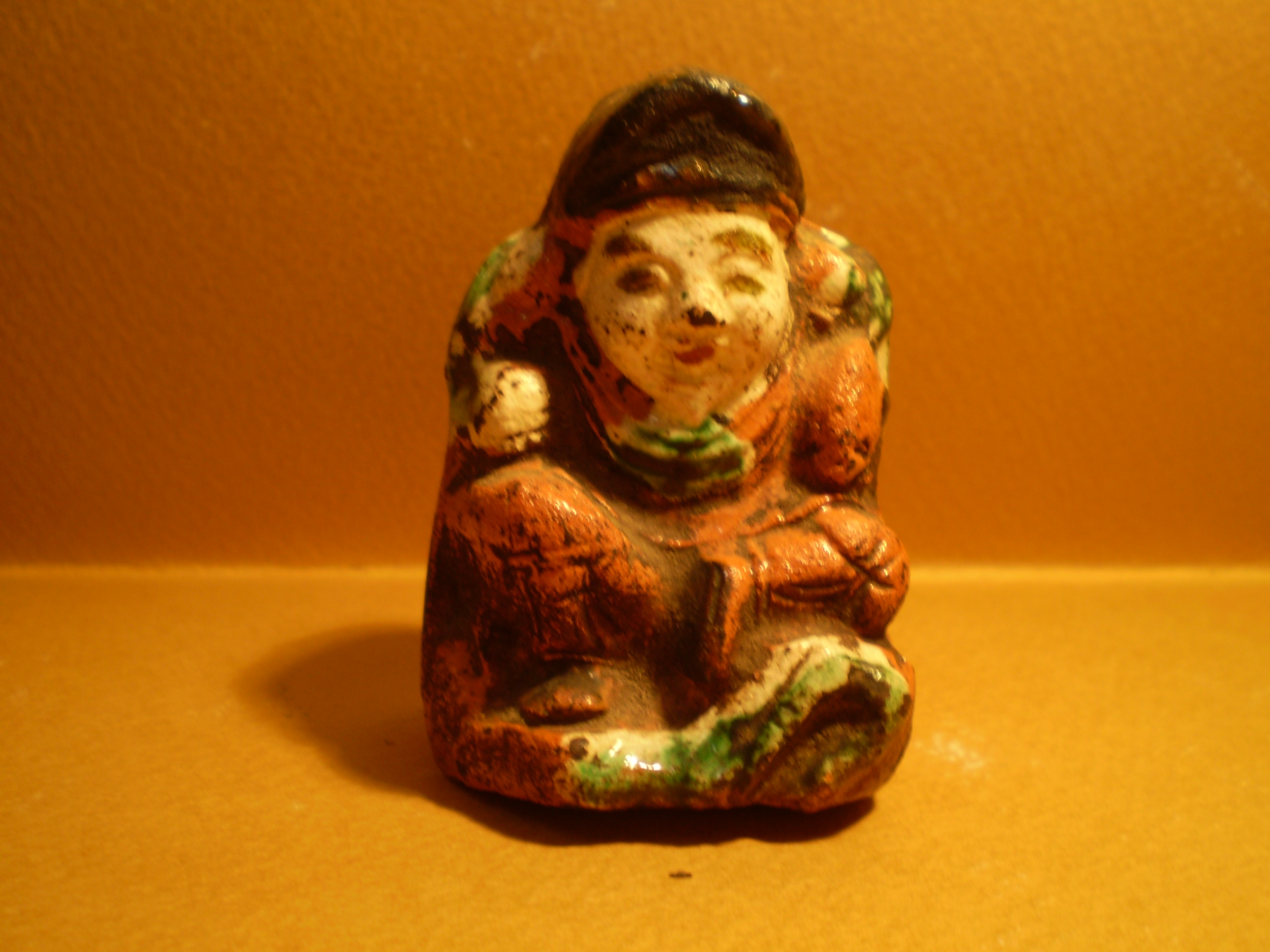
今戸人形 なめ人形「大黒様」有鉛釉（江戸後期～明治）

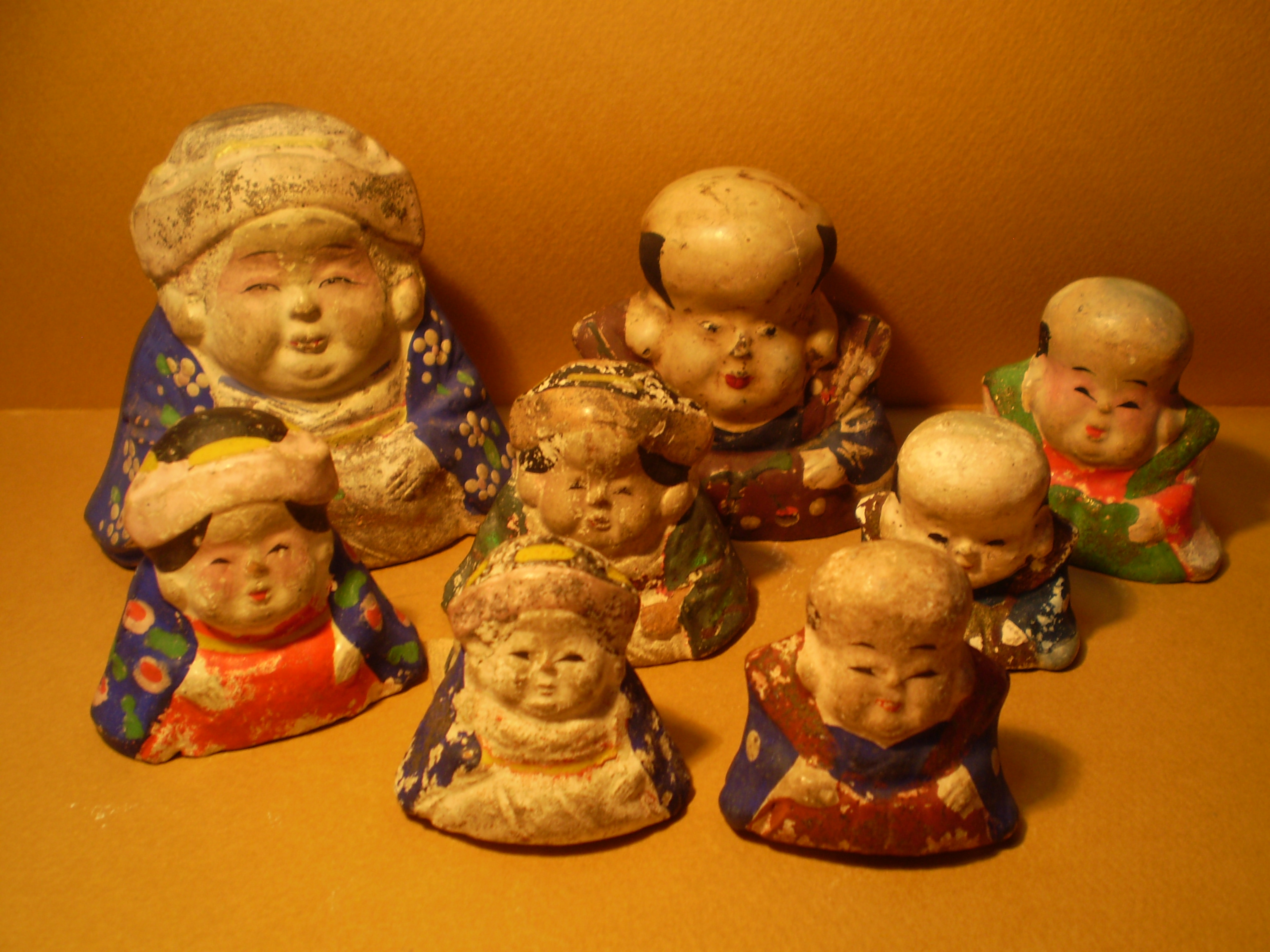
今戸人形「福助とお福」（明治時代）

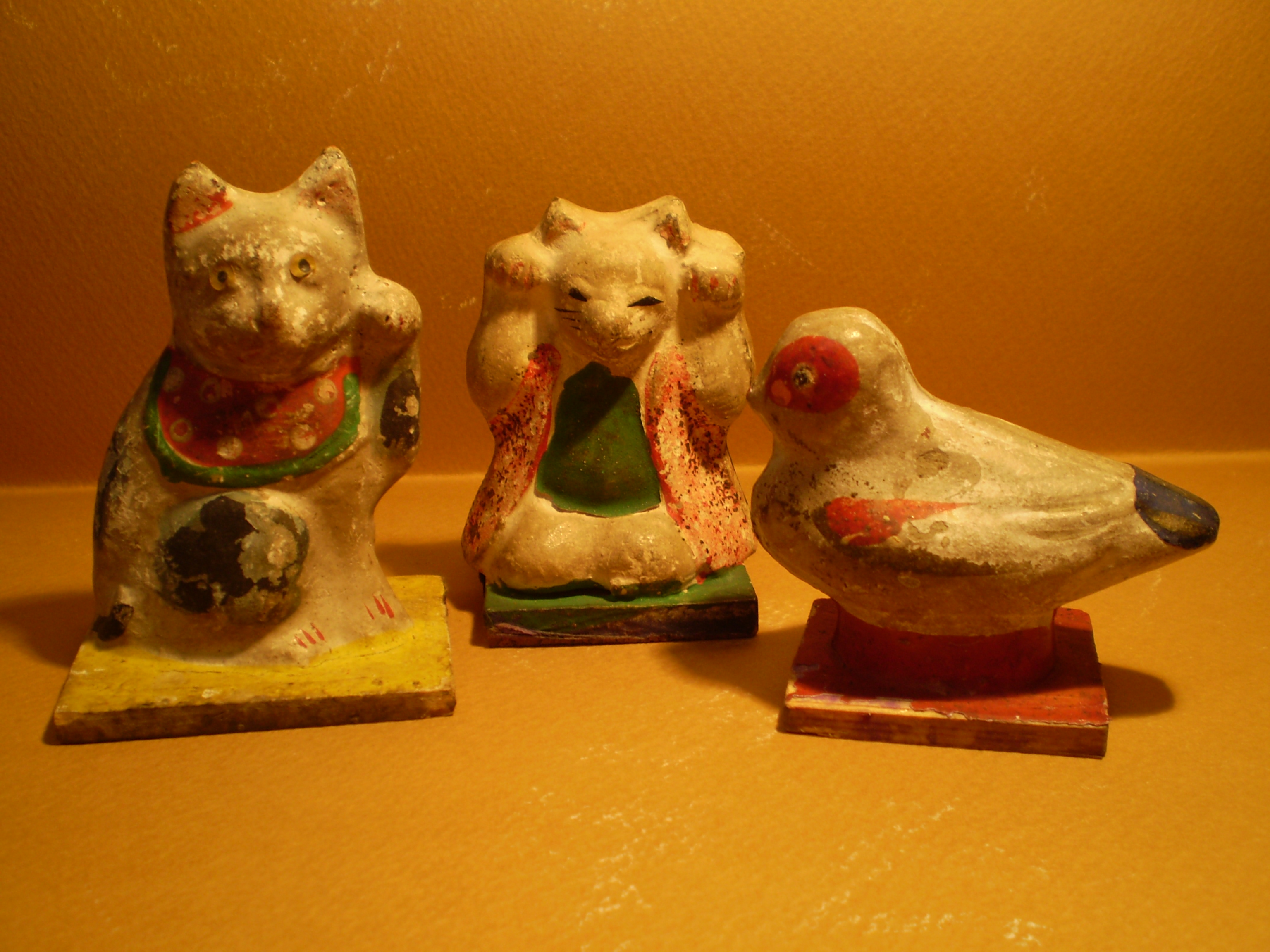
今戸人形「ぴいぴい」（ふいご笛）（明治時代後期）

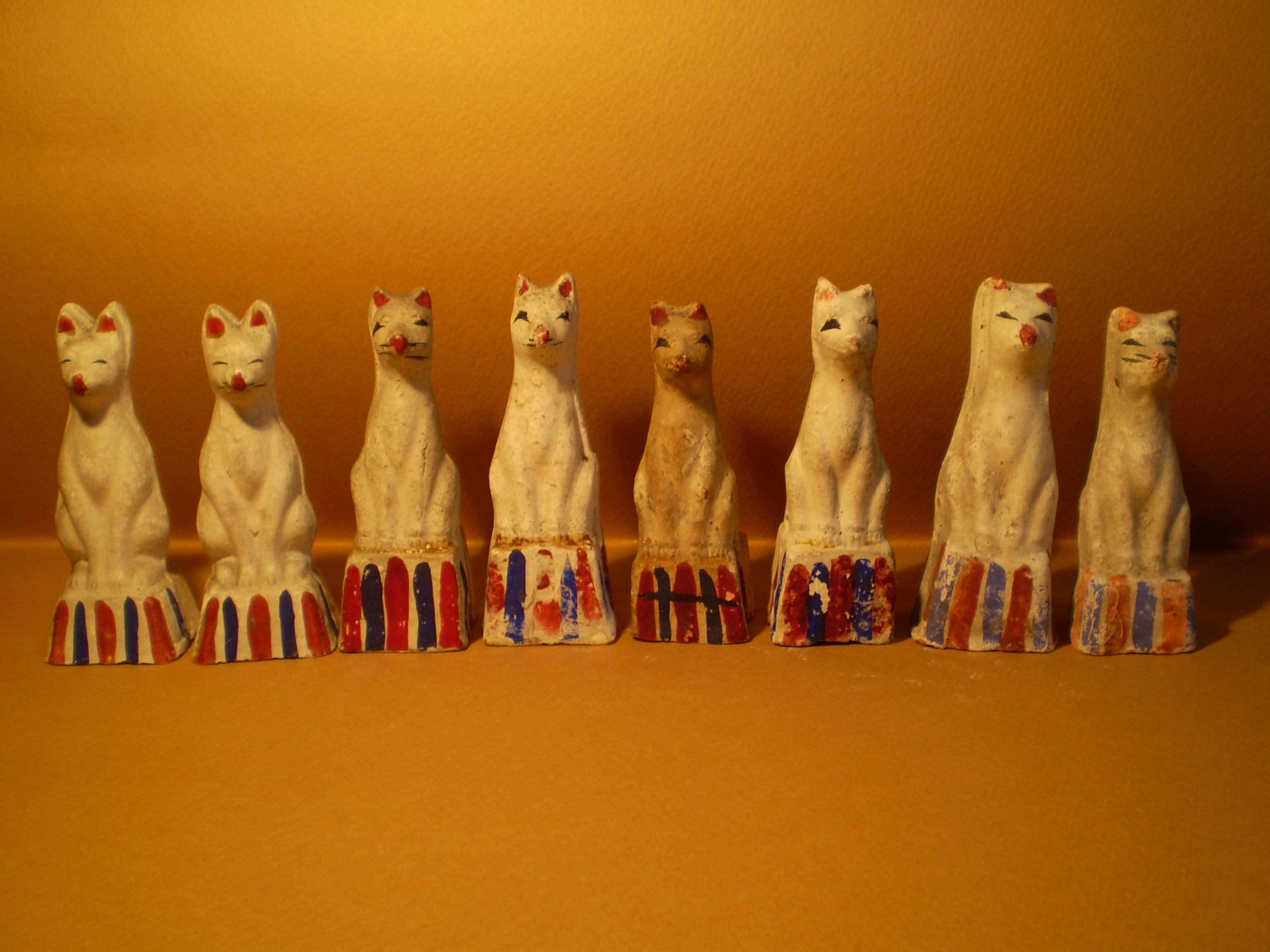
今戸人形「鉄砲狐」（明治～昭和戦前）

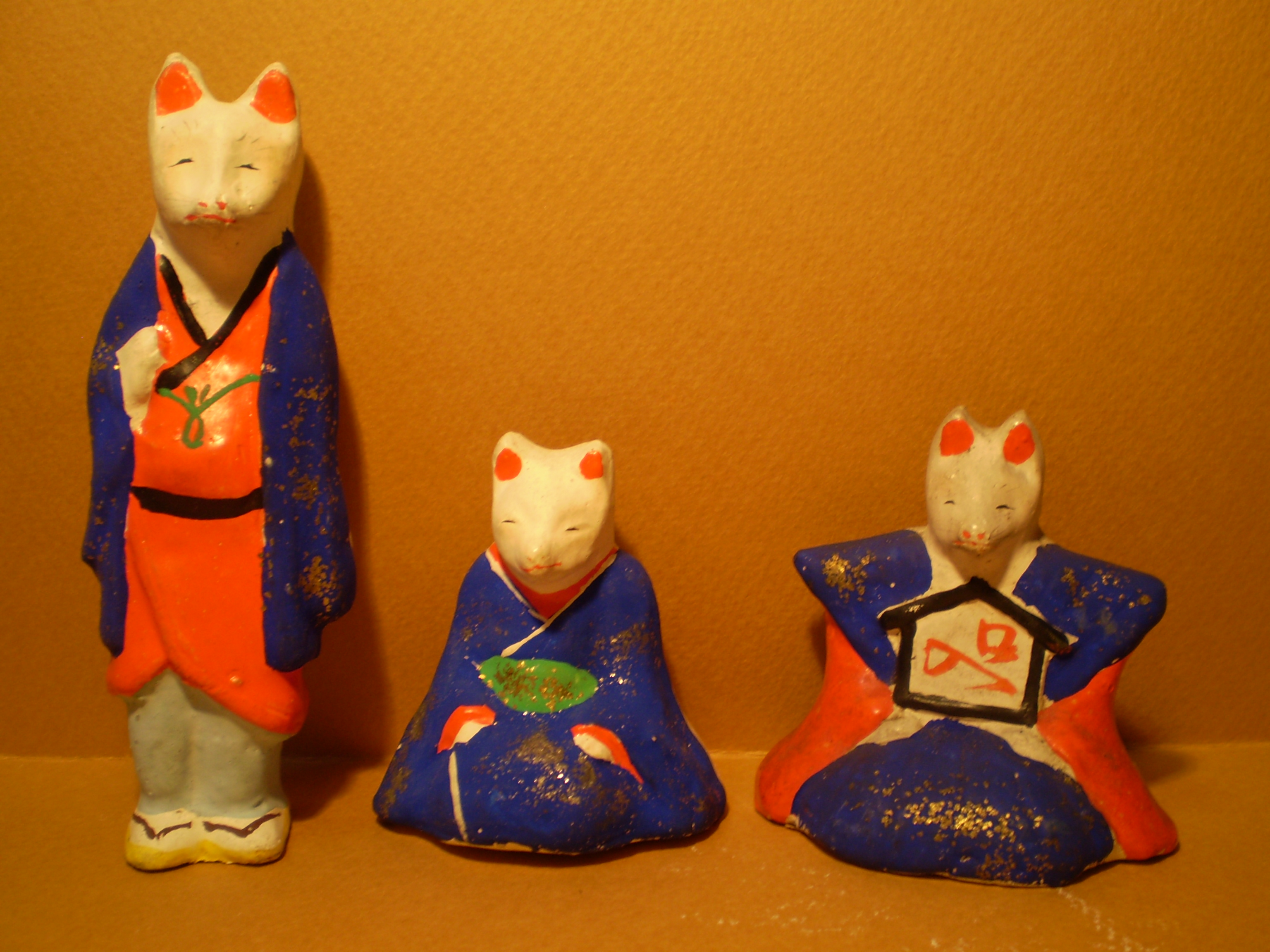
今戸人形「羽織狐と「口入れ狐」（昭和初期）尾張屋 金沢春吉 作

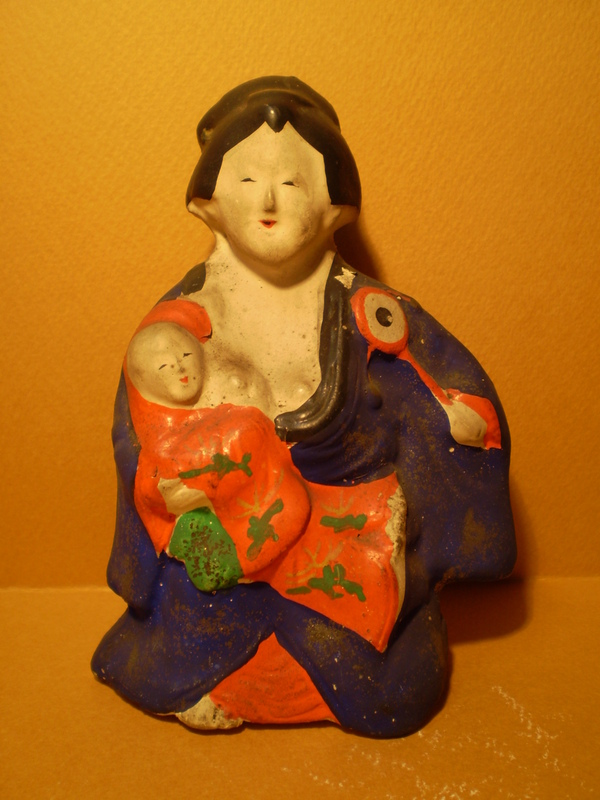
今戸人形「子抱き」尾張屋 金沢春吉作（昭和戦前）

今戸人形（いまどにんぎょう）・今戸焼の土人形、今戸土人形は、今戸焼から派生して東京浅草の今戸や隅田川流域とその周辺で作られていた土人形で江戸東京を代表する郷土玩具、郷土人形のひとつであった。江戸時代から大衆の支持を集め盛んであったが、明治半ば以降、西洋からのセルロイドやブリキなどの新素材による人形玩具の流入に押され、また人形制作者たちの後継者に恵まれず衰退した、関東大震災後の復興の際、正統的な最後の今戸人形の伝統を引く製作者だった「尾張屋」の金沢春吉（明治元年～昭和19年）によって一時は復興する。しかし、金沢の死よって江戸から続いた今戸人形の伝承は絶え、廃絶してしまった。今戸人形の歴史の中では雛人形（裃雛）、稲荷の狐、恵比寿大黒、撫牛、おいらん、福助、招き猫をはじめとして、さまざまな種類の人形が作られ、流行をもたらしたという。特に招き猫の発祥である丸〆猫（まるしめのねこ）を産出したことは知られている。

## 歴史
実際にいつ頃から今戸焼で土人形が生産されるようになったかは定かではないが、都内や関東近県の近世遺跡から江戸在地系の胎土による人形の出土が確認されているのは18世紀後半のものが早いと言われている。文献上では元禄3年問屋大概中に土人形の問屋として「浅草茅町一丁目ひなや七兵衛」の名が出ている。安永7年には「　○　深草焼　本所みどり町伏見屋 仙右衛門はじめて深草焼をひさく」と記録があり、それより前の安永2年には土鈴や常盤御前の人形が描かれた図が確認されており、当時既に市井に土人形が流通していたことが偲ばれる。下りものとしての伏見人形が安永頃には江戸に流入しており、江戸での土人形の生産に影響を与えていたことが想像される。天明頃の川柳に「西行と五重塔をほしかため」とあり、伏見人形の代表的な人形が天明の頃の江戸でも模倣されていたと思われる。
以降、伏見人形を母胎としながらも、次第に江戸市中の話題や流行に乗じて今戸人形独自の展開が始まり、文化初年流行の「叶福助」、天保12年の初代横綱・「不知火諾右衛門」の姿、現在までのところ最も古い招き猫で招き猫の起源・元祖と言われている嘉永5年の丸〆猫、芝居で取り上げられたことによって流行した拳遊びの人形化、「伊勢屋　稲荷に　犬の糞」とまで言われた稲荷信仰の大流行に迎合した狐の人形の数々など、伏見人形を元型としながらも、江戸に好みに合わせて開発された製品が少なくない。また、価格の上でも、上手の人形に手の届かない大衆向け、子供の手遊び向けの製品が次々と登場した。江戸・東京という大都市を控えて生まれた今戸焼と今戸人形は、錦絵等の絵画や古文書、人情本、川柳などの文学、落語、歌舞伎などの芸能にも記録されている。
ほかに記録されているものとして式亭三馬「諢話浮世風呂」（文化6年）2編巻下には「是程おとなしくお判りだものを、ねえお嬢さんこの御褒美にはなめ人形に、なんでも4文の人形か」とある。川柳「誹風柳多留」（二十一編）（文化頃）「村の嫁　今戸のでくで　ひなまつり」にある今戸のでく（土偶）とは今戸で盛んに生産されていた裃雛のことだと思われる。柳亭種彦「偐紫田舎源氏」（文政14年）第5編の序文に添えられた「光氏の系図を一文人形によって表した図入りの相関図」や曲亭馬琴「今戸みやげ女西行」（文政11年）などがあり、芸能に登場するものとしては落語「骨の賽（今戸の狐）」、落語「今戸焼」（今戸焼）など。歌舞伎の舞台から世上での「拳あそび流行」によって人形化、歌舞伎「浮世柄比翼稲妻」（鶴屋南北作）（文政6年）初演台本には「大切・裏店今戸人形屋の場」が描かれている。
今戸人形の全盛時代には、著名な人形作者が現れた。安政年間の柿沢一瓶と、その弟子の菊清（小捻りの名人とされた）、また、同時代から明治はじめにかけて戸沢弁司（江戸薩摩焼の作者としても知られていたという）などで、一瓶の義兄の尾張屋（金沢）兼吉は旧・今戸八幡の狛犬の基壇に記されている金沢喜太郎から数えて5代目であった。兼吉と同時代に猫の脚炉を考案したとされる木村清次郎（作根弁次郎）、人形屋染、木地師万勝、楽市、そば善、人形屋勇次郎、土直あぶ惣（するがや惣三郎）、人形屋利助らの名が記録されている。
明治に入り、西洋からの舶来の新玩具や人形が普及するにつれ、今戸人形の需要は減った。また人形製作者の後継者がなかったこと等の諸事情により、明治の末には、神社への奉納用の狐などを除いて、今戸人形の生産はなくなったという。その後、関東大震災後の復興のための区画整理の際、事実上最後の伝統的な今戸人形師であった尾張屋 金沢春吉（明治元年～昭和19年）が郷土玩具愛好家たちの勧めによって（明治の末に人形製作を辞め、箱庭細工製作に転じた当時、自宅の庭に埋めておいた人形の割型を使って）昔ながらの人形作りを再開し、江戸伝来の今戸人形作りが世間に再認識されたが、春吉を最後に今戸人形づくりの江戸からの伝統の継承は幕を閉じた。

## 特徴
伝世している人形と都内の近世遺跡からの出土人形の数は膨大で、その全貌は確認できないが、人形の作りについては共通した特徴を拾いあげることができる。京都の伏見人形の影響を受け、伏見人形から抜き型し、伏見人形と構図を同じにする種類のものがあり、多くは前後2枚の割型によって抜き出し乾燥したものを素焼きし、その上に胡粉と膠で地塗りを行い、泥絵具や染料、墨等で彩色している。人形内部を中空にしてガラ（土玉）を入れ、振ると音がするものが少なくないことも影響のひとつである（ガラの入っていないもの、中空ではないものもある）。また片面の型一枚から抜き出したものもある。素焼きをするのが主流ではあるが、省略して生土を乾燥しただけの生地に彩色したものもみられる。型を使わず手捻りで造形したものもみられる。白化粧土や下絵具の上に有鉛の透明釉を施し。低温で焼成した仕上げのものもある（なめ人形）。彩色には多数の人間が携わったと思われるが、配色は例外もあるものの共通することが多い。配色手本帳の存在も確認できる。彩色材料には泥絵具の他、上から「まがい砂子」（真鍮粉）を蒔くことが少なくない（これも伏見人形からの影響のひとつと考えられる）。